# سید رضا مرتضوی
سید رضا مرتضوی (زادهٔ ۱۳۵۶) سیاستمدار ایرانی است که از سال ۱۴۰۰ تا ۱۴۰۳ به‌عنوان استاندار اصفهان فعالیت می‌کرد.
مرتضوی در انتخابات دوره سیزدهم ریاست‌جمهوری با حکم علی نیکزاد؛ رئیس ستاد انتخاباتی مرکزی سید ابراهیم رئیسی، به عنوان مسئول ستاد انتخاباتی رئیسی در استان اصفهان معرفی شد.

## تحصیلات
وی مدرک کارشناسی‌اش را در رشته مهندسی مواد - تولید آهن و فولاد و مدرک کارشناسی ارشد خود را در همان رشته و در گرایش متالوژی استخراجی و نیز مقطع دکتری را در گرایش مواد پیشرفته از دانشگاه صنعتی اصفهان دریافت کرده است. او در حال حاضر عضو هیئت علمی همین دانشگاه می‌باشد.

## سوابق
مرتضوی به مدت سه سال در دولت محمود احمدی‌نژاد به سمت فرمانداری شهرضا منصوب شد. وی همچنین عضویت در قرارگاه پیشرفت و آبادانی کشور، قائم‌مقامی مدیرعامل شهرک‌های صنعتی استان اصفهان را در کارنامه اجرایی و مدیریتی خود دارد.